# Es flüstert die Nacht …
Es flüstert die Nacht … ist ein deutsches Stummfilmmelodram aus dem Jahre 1929 von Victor Janson mit Lil Dagover und Hans Stüwe in den Hauptrollen. Die Geschichte basiert auf Motiven der gleichnamigen Novelle (1922) von Guido Kreutzer.

## Handlung
Irgendwo in der ungarischen Puszta. Dort, in einer Garnison der tiefsten k.u.k.-Provinz, verrichtet Honvéd-Rittmeister Arpád Bártók seinen Dienst fürs Vaterland. Eines Tages erscheint in Gestalt von Oberst Elemér Rákóczi der neue Regimentskommandeur. Er bringt seine deutlich jüngere Gattin Coraly mit, mit der Arpád einst eine große Liebe verband. Obwohl beide dies nicht vorhatten erwacht die Leidenschaft zwischen den ehemaligen Geliebten aufs Neue auf. Coraly hat sich seit geraumer Zeit ihrem Gatten entfremdet und ist in dieser Beziehung nicht glücklich. Sie folgt ihrem Arpád daher nur allzu willig auf dessen Stube, als dieser sie darum bittet.
Zoltán, des Obersten zwielichtiger und lüsterner Bursche, entdeckt die beiden beim Tête-à-Tête, und da er selbst ein Auge auf die Gattin seines Herrn und Meisters geworfen hat, versucht er diese unter Druck zu setzen. Das bekommt ihm nicht gut, und als er in einem Eifersuchtsanfall Rittmeister Bártók attackiert, wird Rákóczis Diener von Bártók in einem Akt von Notwehr erschossen. Der Rittmeister muss daraufhin seine Demission einreichen und beschließt, Land und Kontinent zu verlassen. Im fernen Australien will sich Bártók eine neue Existenz aufbauen. Coraly sieht für sich die letzte Chance, den Sprung zu wagen, lässt sich von ihrem Ehemann scheiden und folgt ihrem Geliebten in die Neue Welt.

## Produktionsnotizen
Gedreht im Mai und Juni 1929 im Atelier von Berlin-Staaken sowie mit Außenaufnahmen in Ungarn (Budapest, Voicz), passierte Es flüstert die Nacht… die Zensur am 5. August desselben Jahres und wurde neun Tage darauf in Leipzig uraufgeführt. Die Berliner Premiere fand am 6. September 1929 im Primus-Palast statt. Die Länge des mit Jugendverbot belegten Achtakters betrug 2586 Meter.
Die Produktionsleitung hatte Rudolf Walther-Fein, die Aufnahmeleitung übernahmen Walter Tost und Hans Davidson. Die Filmbauten gestalteten Botho Höfer und Hans Minzloff.
Den Rittmeister Arpád Bártók sollte ursprünglich Harry Liedtke spielen.

## Kritik
Fritz Lachmann befand im Tempo: „Die Überraschung des Abends: Ungarns Pußta, seine Zigeuner, Gutsbesitzer, Husaren, unzählige Male im Film dargeboten, plötzlich wieder ganz neu entdeckt, mit Künstleraugengesehen von Victor Janson, der, jahrelang tief im Konventionellen steckend, auf einmal erstaunliches Können offenbart. Eine Liebesfabel, seit Filmbeginn letzter Inhalt jedes Bildstreifens, wird so auf glänzender Schüssel serviert. (…) Lil Dagover, von weicher, eindringlicher Fraulichkeit, am eindrucksvollsten da, wo sie tiefes, glückhaftes Erfülltsein zum Ausdruck bringt. Hans Stüwe, ihr Partner, weiß sich allzusehr unter der Last eines prächtiges Kopfes.“
Hanns Horkheimer sah hier Kopisten am Werk und urteilte im Berliner Tageblatt bezüglich der Parallelen: „Was der Ufa recht war, ist der Aafa billig. Es gibt hier lange, allzu lange eine Neuauflage von Ungarische Rhapsodie. Schauplatz: Die kleine Honved-Garnison, Mittelpunkt: Das Haus des Oberst. Wieder waltet die Dagover als verführende Gattin. Man hat einst den Rhythmus verwundert und die Süße des Inhalts bedauert. Es war ein Ungarn, das ein Operettenleutnant durch eine ausgezeichnete Kameralinse sah. Hier schrillt plötzlich ein herber Ton dazwischen, der dritte Stand meldet sich.“
Sisibus schrieb im Hamburger Echo: „Man zeigt ganz offen, daß so ein Oberst ein Schwein sein kann und daß hinter dem Glanz der Uniformen nicht alles in Ordnung war; man wirft sogar ironische Schlaglichter auf den Kasernendrill, und es ist sogar richtig, daß dieser Film vor dem Kriege eine ganz unerhörte Enthüllung gewesen wäre. (…) Aber über dem Ganzen liegt ein verdammt versöhnlicher Schimmer: Wie es auch war, es war doch schön …!“